# 国際放射線防護委員会
国際放射線防護委員会（こくさいほうしゃせんぼうごいいんかい、英語: International Commission on Radiological Protection、ICRP）は、専門家の立場から放射線防護に関する勧告を行う民間の国際学術組織である。ICRPはイギリスの非営利団体（NPO）として公認の慈善団体であり、科学事務局の本部はカナダのオタワに設けられている。活動資金の大部分は寄付によって賄われている。拠出機関は、主に行政府と研究所であるが企業や専門職団体も含まれ、地域別にみると約半分はヨーロッパ、次いで北米、国際機関、アジア・オーストラリアから拠出されている。

## 沿革
- 1895年 X線の発見
- 1924年 第一回「国際放射線医学会議 ICR」開催、「国際放射線単位測定委員会 ICRU」設立
- 1928年 第二回「ICR」開催、「国際X線およびラジウム防護委員会 IXRPC」設立
- 1950年 第六回「ICR」開催、現在の名称ICRPに変更。許容線量の値を改定
- 2005年 第5専門委員会が発足[4]

医学分野で放射線の影響に対する懸念の高まりを受けて、1928年にスウェーデンのストックホルムで国際放射線学会（International Society of Radiology; ISR）の主催により開かれた第2回国際放射線医学会議（International Congress of Radiology; ICR）において「国際X線およびラジウム防護委員会」(International X-ray and Radium Protection Committee; IXRPC)が創設され、X線とラジウムへの過剰暴露の危険性に対して勧告が行われた。
1950年にロンドンで開かれた第6回ICR総会にて、放射線利用が医学分野におけるX線とラジウムの使用にとどまらなくなったことを踏まえて組織を再構築し、現在の名称「International Commission on Radiological Protection; ICRP」に改称された。スウェーデン国立放射線防護研究所の所長であったロルフ・マキシミリアン・シーベルトは1928年にIXRPCの委員長に就任し、ICRPに改組後も1958年から1962年まで委員長を務めた。

## 構成
ICRPは主委員会と5つの専門委員会 (Committee) からなり、必要に応じてタスク（課題）グループが作られる。委員の任期は4年で、ICRPから報酬は受けない。委員は各国政府とは無関係に選任される。
- 第1専門委員会 放射線の影響
- 第2専門委員会 放射線の線量
- 第3専門委員会 医療分野における防護
- 第4専門委員会 委員会勧告の適用
- 第5専門委員会 環境への防護

## 主な勧告
ICRPは原子放射線の影響に関する国連科学委員会（UNSCEAR）の報告書等を科学的根拠として、放射線防護の枠組みに関する勧告を行っている。放射線防護に関する国際原子力機関 (IAEA)、国際労働機関 (ILO)、世界保健機関 (WHO)といった国際機関による基準、並びに各国の法令や指針はICRPの勧告を踏まえて定められている。主委員会が刊行する基本勧告によって放射線防護の基本原則が示され、専門委員会の勧告によって詳細が補完、展開される。
ICRPは前身であるIXRPC時代から新たな科学的知見の反映や適用範囲拡大のために、勧告内容を更新し続けてきた。1958年以降の刊行物には番号が振られるようになった。それ以降、2007年までに刊行された基本勧告は以下の6つである。
1. ICRP Publication 1（1958年）
2. ICRP Publication 6（1962年）
3. ICRP Publication 9（1965年）
4. ICRP Publication 26（1977年）
5. ICRP Publication 60（1990年）
6. ICRP Publication 103（2007年）

ICRPの勧告で示される防護理念は以下のように時代と共に推移した。
- 1954年 「可能な限り低い水準まで（to the lowest possible level）」
- 1958年 「実行可能な限り低く（ALAP：as low as practicable）」
- 1965年 「容易に達成できる限り低く（as low as readily achievable）」
- 1977年 「合理的に達成できる限り低く（ALARA：as low as reasonably achievable）」

ICRPは勧告をより広く浸透させるために、刊行物を低価格または無償で配布することを目指していた。90周年となる2018年、最新の一部刊行物を除き、ICRPのサイト上における無償公開が実現した。日本語版が公開されている刊行物の一覧は、日本アイソトープ協会のサイトに示されている。
|                   | 作業者 | 一般公衆                                                                                                 |
| ----------------- | --- | --- |
| 1928年 (IXRPC)    | 線量に対する限度なし | 対象外                                                                                                   |
| 1934年 (IXRPC)    | 耐容線量 - X線に対して0.2レントゲン/日 | 対象外                                                                                                   |
| 1937年 (IXRPC)    | 耐容線量 - 0.2レントゲン/日あるいは1レントゲン/週 | 対象外                                                                                                   |
| 1950年            | 最大許容線量 - 空気中：0.3レントゲン/週 - 造血臓器：15レム/年 - 手および前腕：15レントゲン/週 | 対象外                                                                                                   |
| 1954年            | 最大許容線量 - 造血臓器、生殖腺、水晶体：0.3レム/週 - 皮膚：0.6レム/週 | 最大許容線量 - 作業者の1/10                                                                              |
| 1958年 (Publ.1)   | 最大許容線量 - 造血臓器、生殖腺、水晶体：D=5(N-18)レムおよび3レム/13週 - 皮膚：8レム/13週 - 手、前腕、足、くるぶし：20レム/13週 - その他の臓器：4レム/13週 - 遺伝線量：5レム/30年                   | 最大許容線量 - 造血臓器、生殖腺、水晶体：0.5レム/年                                                      |
| 1965年 (Publ.9)   | 線量限度 - 造血臓器、生殖腺：5レム/年、D=5(N-18)レム、3レム/13週 - 皮膚、骨、甲状腺：30レム/年 - 手、前腕、足、くるぶし：75レム/年 - その他の臓器：15レム/年                                        | 線量限度 - 0.5レム/年                                                                                    |
| 1977年 (Publ.26)  | 実効線量当量限度 - 50ミリシーベルト/年 （組織）線量当量限度 - 水晶体：150ミリシーベルト/年 - その他：500ミリシーベルト/年                                                                           | 実効線量当量限度 - 1ミリシーベルト/年 （組織）線量当量限度 - 水晶体、皮膚：50ミリシーベルト/年           |
| 1990年 (Publ.60)  | 実効線量限度 - 20ミリシーベルト/年（5年間の平均） - 50ミリシーベルト/年 等価線量限度 - 水晶体：150ミリシーベルト/年 - 皮膚、手、足：500ミリシーベルト/年 - 妊婦の腹部表面：2ミリシーベルト/妊娠期間 | 実効線量限度 - 1ミリシーベルト/年 等価線量限度 - 水晶体：15ミリシーベルト/年 - 皮膚：50ミリシーベルト/年 |
| 2007年 (Publ.103) | 実効線量限度 - 20ミリシーベルト/年（5年間の平均） - 50ミリシーベルト/年 等価線量限度 - 水晶体：150ミリシーベルト/年 - 皮膚、手、足：500ミリシーベルト/年 - 妊婦の腹部表面：1ミリシーベルト/妊娠期間 | 実効線量限度 - 1ミリシーベルト/年 等価線量限度 - 水晶体：15ミリシーベルト/年 - 皮膚：50ミリシーベルト/年 |

### 初期の勧告
1895年にX線が発見されて以降、放射線が利用され始めたが、初期には十分な放射線防護が行われなかったことにより、確定的影響を含む放射線障害の発生が報告されていた。ICRPの前身であるIXRPCは、放射線による確定的影響の一種である皮膚等の紅斑が発現しないようにすることを目安として、放射線作業者に対して耐容線量を定めた。
1950年、IXRPCがICRPに改称されたのと同時に放射線安全基準の見直しが行われ、耐容線量に代えて最大許容線量の概念が導入された。耐容線量は長期間にわたり障害を受けずに耐え得る線量とされたのに対し、特定の期間内に許容され得る線量として規定された。1958年勧告で、放射線作業者と一般公衆に対して最大許容線量が定められた。1962年勧告では、全面的な勧告の書き換えはなく、増補、改訂にとどまった。1965年勧告では制御されていない放射線源からの被曝についても新たに考慮された。1965年勧告では、放射線作業者の制御された放射線源からの被曝には最大許容線量、公衆の制御された放射線源からの被曝には線量限度、制御されていない放射線源からの被曝には対策レベルをそれぞれ制限値として用いることが提案された。ただし、対策レベルについては基本的な考え方は説明されているものの、具体的な数値は示されていなかった。

### ICRP Publication 26（1977年勧告）
1977年勧告では、以下の3つが放射線防護の目的として掲げられた。ICRPはこの勧告以降、被曝をもたらす行為を受け入れることができるかどうかは、社会的要因も考慮しつつ費用便益分析によって決定すべきであるとしている。
1. 行為の正当化（被曝を伴う行為が正味でプラスの利益を生むこと）
2. 非確率的影響（確定的影響）の発生を防止すること
3. 確率的影響の発生確率を容認できるレベルにまで制限すること

1977年勧告では、広島及び長崎への原子爆弾投下による被爆者に対する疫学調査によって得られた知見が反映された。これにより確率的影響の防止に関する基準が定められるようになった。これ以前に勧告された基準値が経験的な値であったのに対し、この勧告では疫学調査から推定した被曝のリスクと他産業のリスクを比較することにより定量的に基準値が定められた。
ICRPは線エネルギー付与(LET)の関数として表される「線質係数」を定義し、吸収線量に「線質係数」を掛けて得られる線量を「線量当量」と呼んだ。1977年勧告では、致死癌および重篤な遺伝影響に着目して組織加重係数を決定した。線量当量に組織加重係数を掛けた値の総和量を実効線量当量と呼んだ。発癌等の確率的影響を避けるための基準として実効線量当量限度、確定的影響を避けるための基準として目の水晶体および皮膚等の組織線量当量限度が放射線作業者と一般公衆に対してそれぞれ定められた。実効線量当量の概念が導入されたことにより、外部被曝と内部被曝を加算して取り扱うことが初めて可能となった。
1977年勧告に対して8回（1978年 ストックホルム声明、1980年 ブライトン声明、1983年 ワシントン声明、1984年 ストックホルム声明、1985年 パリ声明、1987年 ワシントン声明、1987年 コモ声明、1989年 パリ声明）にわたって追加修正が行われた。

### ICRP Publication 60（1990年勧告）
1990年勧告では1977年勧告と比較して、被爆者に対する追跡調査が進展したことや線量評価手法を1965年暫定線量推定方式(T65D)から1986年線量推定方式(DS86)に更新したことにより発癌リスクの評価精度が向上した。
1990年勧告では、臓器平均吸収線量に放射線加重係数を掛けたものを等価線量と定義した。1990年勧告では、致死癌の発生確率および寿命損失、非致死癌の発生確率および重篤度、遺伝影響の発生確率および重篤度を総合して評価したデトリメントに基づいて組織加重係数を決定した。等価線量に組織加重係数を掛けた値の総和量を実効線量と定義した。
1977年勧告では放射線源が制御された状況のみを対象としていたが、1990年勧告では原子力事故後の措置や屋内ラドンに対する措置のような制御されていない線源による被曝を低減するための介入に関する基準も設けられた。また、被曝を増加させる行為に対する防護計画を立案する際には、故障や事故による潜在被曝リスクも考慮すべきとされたが、その具体的な方法は示されていない。

### ICRP Publication 103（2007年勧告）
2007年勧告は1990年勧告を考え方を踏襲しつつ、より発展させたものとなっている。2007年勧告では、被爆者の被曝線量評価手法が2002年線量推定方式(DS02)に更新された。
2007年勧告では、これまで対象とされなかった自然放射線を含むすべての放射線源に対して、「正当化」、「防護の最適化」の原則を適用することとしている。2007年勧告では被曝状況を3つに分類し、計画被曝状況では被曝線量を線量限度以下にすること、緊急時被曝状況および現存被曝状況では参考レベルを目安に防護対策を行い、平常状態へ戻す努力を行うことを勧告している。
ICRPは1990年勧告では、環境（人以外の生物）に対する放射線防護には重点を置いていなかったが、1992年のリオ宣言が転換点となり、環境に対する放射線防護についても検討が進められていた。2007年勧告では環境（人以外の生物）に対する放射線防護も評価対象に含まれた。

## 国際放射線防護委員会に対する批判
批判には、その基準が緩過ぎるとする批判、逆に厳し過ぎる、あるいは間違っているとするものまである。

### 基準が緩過ぎるとする批判
IXRPCからICRPに再構築された際に、放射線医学、放射線遺伝学の専門家以外に原子力関係の専門家も委員に加わるようになり、ある限度の放射線被曝を正当化しようとする勢力の介入によって委員会の性格は変質していったとの指摘がある。ICRPに改組されてから、核実験や原子力利用を遂行するにあたり、一般人に対する基準が設けられ、1954年には暫定線量限度、1958年には線量限度が勧告で出され、許容線量でないことは強調されたが、一般人に対する基準が新たに設定されたことに対して、アルベルト・シュヴァイツァーは、誰が彼らに許容することを許したのか、と憤ったという。
1954年には、被曝低減の原則を「可能な最低限のレベルに」（to the lowest possible level）としていたが、1956年には「実行できるだけ低く」（as low as practicable）、1965年には「容易に達成できるだけ低く」（as low as readily achievable）と後退した表現となり、「経済的および社会的考慮も計算に入れて」という字句も加えられ、1973年には「合理的に達成できるだけ低く」（as low as reasonably Achievable）とさらに後退した表現となった。

### 基準が厳し過ぎるとする批判
ウェード・アリソンは、「実際に行われている放射線治療における分割照射は放射線照射が正常な細胞に与えるダメージが修復される時間を事実上1日とし、治療において正常細胞が受ける線量率はICRPの定めた一般人向け上限線量率の20万倍に達するが、ICRP は被曝限度を年間の総量で示しているだけで既存の安全基準は急性被曝と慢性被曝の影響の違いをほとんど無視している」、と主張している。またアリソンは、実際のデータが示す単回急性被曝で問題がないと判断される100ミリシーベルトを1ヵ月の許容限度に設定できると主張しているが、これはICRPの許容する年間1ミリシーベルトの千倍の許容量である。
ICRPはかつてハーマン・J・マラーによるショウジョウバエのオスへのX線照射実験の結果を人間に適用し、放射線は少しでも危険であると主張していた。また、突然変異が1個でも出来たら癌が出来る可能性があるとしていたこともある。しかし、これらのICRPの主張は誤りであることが明らかになった。元ICRP委員(1997年より4年間)の中村仁信は、「このようなICRPの過去の主張は、放射線を必要以上に怖がらせるのに十分な役割を果たして来た。」としている。

### その他の批判
近藤宗平は「ICRPが出す勧告は、日本を含む世界各国の放射線障害防止に関する法令の基礎にされているが、実際の資料に基づいていないため、虚偽の情報」としている。
欧州放射線リスク委員会は「ICRPのモデルによって表される放射線リスクはブラックボックスになっている」としている。

## 日本との関係
2011年に発生した東北地方太平洋沖地震に伴う福島第一原子力発電所事故に際し、ICRPはこれまでの勧告を引き続き支持する旨の声明を発表した。ICRPが個別の事案について声明を出すのは異例のことである。2007年の勧告では、1年間の被曝限度となる放射線量を平常時は1mSv未満、緊急時には20-100mSv、緊急事故後の復旧時は1-20mSvと定めている。この勧告に基づき、ICRPは日本政府に対して緊急時の参考レベル(20-100mSv)を用いることを提案した。ただし、事故後も住民が住み続ける場合は1-20mSvを限度とし、長期的には1mSv未満を目指すべきだとしている
。これを受け内閣府の原子力安全委員会は、累積被曝量が20mSvを超えた地域において防護措置をとるという方針を政府に提言した。
ICRPはタスクグループ84を設置し、2012年に福島第一原子力発電所事故の教訓を報告書にまとめた。